# Bandar Jaya (Buay Pemuka Peliung)
Bandar Jaya is een bestuurslaag in het regentschap Ogan Komering Ulu van de provincie Zuid-Sumatra, Indonesië. Bandar Jaya telt 1511 inwoners (volkstelling 2010).